# ياقد العدس
ياقد العدس  قرية سوريّة تتبع إداريّاً لمحافظة حلب منطقة جبل سمعان ناحية حريتان، يبلغ تعداد سكانها 6500 نسمة حسب التعداد السكان الذي اجراها المجلس المحلي في القرية بداية عام 2025. وهي بلدة المفتي السابق للجمهورية العربية السورية أحمد حسون.